# Ringwall Sallach
Der Ringwall Sallach ist ein abgegangener Ringwall 1300 m nordwestlich der Pfarrkirche St. Nikolaus von Sallach bzw. 230 m nordwestlich von Weingarten, beides Gemeindeteile der niederbayerischen Stadt Geiselhöring im Landkreis Straubing-Bogen. Die Anlage wird als Bodendenkmal unter der Aktennummer D-2-7140-0124 als „Ringwall des frühen Mittelalters“ geführt.

## Beschreibung

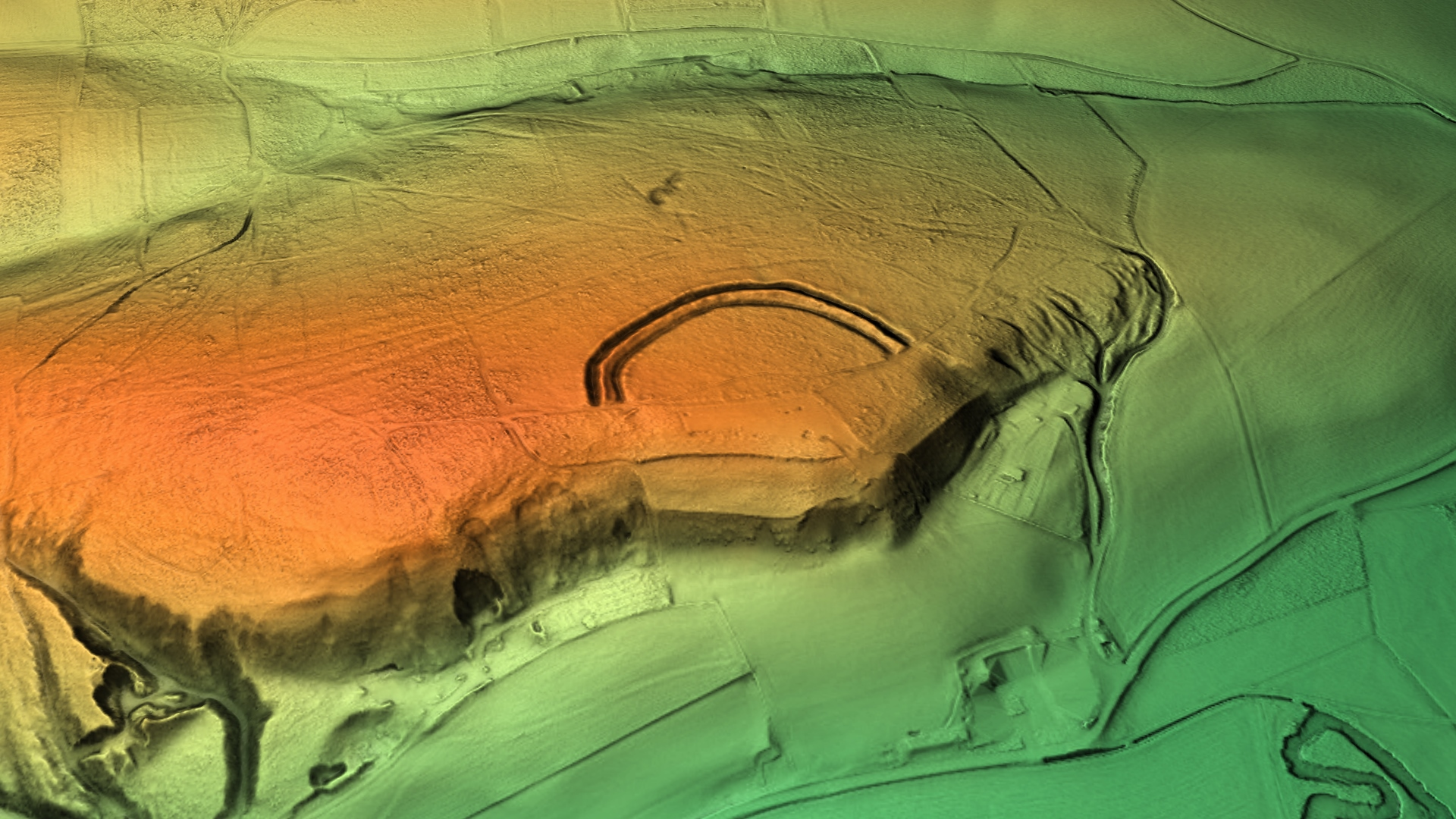
3D-Ansicht des digitalen Geländemodells

Der teilweise bewaldete und fast rundliche Ringwall Sallach liegt 360 m nordwestlich von und 40 m höher als die vorbeifließende Kleine Laber. Im Verein mit dem etwas nach Süden vorspringenden Steilhang bildet die geschwungene Umwehrung fast einen Kreis von 200 m Durchmesser. Dieser aufgrund von Einebnungen der Hangkante entstehende Eindruck muss zugunsten eines ursprünglich glockenförmigen Grundrisses korrigiert werden, da nach den Einebnungsspuren die Abriegelungsenden senkrecht auf die geschwungene Hangkante zustreben. Im Norden und Westen besteht ein 1 bis 1,5 m tiefer Graben, der besonders im westlichen Teil von einem inneren Randwall begleitet wird. Von der Grabensohle des Innengrabens steigt der Wall bis zur Wallkrone um fast 3 m an. Nach außen fällt die Wallböschung ebenfalls um 3 m bis zur Sohle des äußeren Grabens ab; dieser wird durchgängig von einem äußeren Randwall begleitet. Am stärker eingeebneten Westende ist nur noch in der Nähe der Hangkante der äußere Böschungsrand des inneren Walls mit der Mulde des vorgelagerten Außengrabens erkennbar. Den Abschluss der Anlage nach Süden und Südosten bildet eine Steilhangkante, wobei sich hohlwegartige Rinnen den Hang hinaufziehen, vermutlich alte Wegführungen. Heute wird der Ringwall mittig durch einen Weg durchschnitten.